# EZTV
EZTV é um site, fundado em maio de 2005, que oferece arquivos torrent e links magnéticos para facilitar o compartilhamento de arquivos ponto-a-ponto usando o protocolo BitTorrent.